# Workforce
La Workforce è una super squadra semi eroica nella continuità post-Ora zero nella serie Legion of Super Heroes della DC Comics. Fu introdotta in Legion of Super Heroes n. 64 (gennaio 1995).

## Storia
La Workforce fu fondata dal corrotto industriale Leland McCauley come risposta alla Legione dei Supereroi, fondata dal suo rivale R. J. Brande. Quando Live Wire fu rimpiazzata nella Legione da sua sorella Spark, si unì alla Workforce con la speranza che McCauley la avrebbe aiutata a trovare suo fratello Mekt. Mentre spesso la squadra veniva mostrata in azioni eroiche, ogni cosa che facevano era programmato per il profitto di McCauley. Karate Kid commentò che l'unico modo per essere accettati nella Workforce era essere egoisti.
Il gruppo aveva poca abilità nel lavoro di squadra, spesso intralciandosi a vicenda durante le missioni. McCauley gli urlò spesso dietro gli ordini attraverso delle proiezioni olografiche di sé stesso, e quindi telegrafando le loro azioni ai loro avversari. Alla fine, Live Wire lasciò i Workforce e si riunì alla Legione, ispirando altri membri a fare lo stesso, il che costrinse McCauley ad assumere nuovi membri sempre più spesso.
Un'altra versione del gruppo consistette interamente di adulti, affermando il fatto che la Legione metteva in pericolo degli adolescenti. Tuttavia, un membro di questo gruppo era la bambina di otto anni Lori Morningm a cui facevano utilizzare un H-Dial per farla sembrare adulta.
Il gruppo si sciolse durante "One Year Gap" e fu rimpiazzato dagli "Oversight Watch". Nessuna delle due squadre è parte della continuità corrente della Legione.

## Membri

### Membri originali
- Live Wire (ha abbandonato, rientrata nella Legione)
- Spider Girl (licenziata per creare gli "Adult Workforce")
- Evolvo (licenziato per creare gli "Adult Workforce")
- Ultra Boy (ha abbandonato, rientrato nella Legione)
- Karate Kid (ha abbandonato, rientrato nella Legione)
- Inferno (trasportato sulla Terra del XX secolo)

### Membri successivi
- Blast-Off ("ucciso", vedi Wildfire)
- Particon (contratto acquistato da R.J. Brande)
- Radion (contratto acquistato da R.J. Brande)

### Adult Workforce
- Repulse
- Amber
- Dune
- Lori Morning

## Altri media
Nella serie animata Legion of Super Heroes, la "Light Speed Vanguard", sebbene basata più che altro sulla Legione dei Supercriminali, ha qualche somiglianza con la Workforce, ma più che altro sono un gruppo di presunti eroi che lavorano per profitto, ed ebbero tra di loro Lightning Lad prima che capisse la verità.